# Оттерберн
Оттерберн (англ. Otterburn) — невелике село в Нортумберленді, Англія, Велика Британія, за 50 км на північний захід від Ньюкасл-апон-Тайн на березі річки Реде. Воно знаходиться в межах пагорбів Шевіот, приблизно за 26 км від шотландського кордону.

## Історія
Назва міста означає "видровий потік", brunna - потік, а otor - видри (давньоанглійський otor + brunna). Оттерберн був місцем великої битви в 1388 році між англійською та шотландською арміями. У результаті якої перемогли шотландці, які взяли в полон сера Генрі Персі. 
Битва при Оттерберні закінчилася англійським розгромом. Незважаючи на вбивство Джеймса Дугласа (2-го графа Дугласів), було вбито понад 2 тисячі англійців. Померлих несли до церкви Елсдон, що за 4,8 км від Оттерберна, де їх і поховали. 
Сучасне село виросло навколо трактиру (готелю) та Оттербернської вежі. Тут розташовувалися в 1950-х роках сади Брірлі, які було розширено в 1970-х. Подальше розширення села відбулось у 1990-х та 2000-х роках завдяки новому житловому будівництву на колишній фермерській землі у Вілоу Грін (Willow Green). 

## Управління
Оттерберн знаходиться у парламентському окрузі Хексем, Гай Опперман є членом парламенту від Консервативної партії. 
До виходу Великої Британії з ЄС резиденти Європарламенту проголосували за обрання членів Європарламенту для округу Північно-Східної Англії. 
Місцеве самоврядування належить Раді округу Нортумберленд, унітарному органу влади. 

## Економіка
Сьогодні недалеко від села знаходиться полігон Оттерберн, однин з найбільших у Великій Британії навчальних полігонів, який охоплює приблизно 24281,139 гектарів. У селі також є продуктовий магазин, два готелі та Otterburn Mill, вовняна фабрика 18 століття, в якій знаходиться невеликий музей, відкритий магазин та кафе. 

## Визначні місця
- Otterburn Hall, який зараз є готелем - це неоелізабетська споруда, побудована в 1870 році для лорда Джеймса Дугласа і яка зараз закрита.
- Церква св. Івана Євангеліста, Оттерберн
- Зараз Otterburn Mill - це торгова точка та кафе.
- Оттербернська вежа, змінена назва Оттербернського замоку, тепер готель, була побудована в 1830 році, включаючи частину будинку XVIII століття, яка, можливо, включала будинок вежі XIII століття, який спочатку стояв на цьому місці.[2]
- "Персі Хрест" стоїть на невеликій плантації, за півмилі на північ від села. Поблизу цього місця, в серпні 1388 року, англійська армія з 8000 чоловік пішла за сером Генрі Персі в битву проти шотландців на чолі з Джеймсом Дугласом, 2-м графом Дугласа.